# Institut monégasque de la statistique et des études économiques
L’Institut monégasque de la statistique et des études économiques (IMSEE) est chargé de favoriser la connaissance de l'environnement économique et social de la principauté de Monaco. Il a pour mission de recueillir, interpréter et publier les chiffres-clés de l'activité à Monaco.
L’institut a été créé en janvier 2011 à la demande du ministre d’État. Huit personnes y travaillent. Pour ses 10 ans, l'IMSEE a mis en place une interface permettant à tout un chacun d’avoir accès aux statistiques sur les principaux indicateurs économiques, sociaux et démographiques de la Principauté.